# Tipula ligulata
Tipula ligulata är en tvåvingeart som beskrevs av Alexander 1929. Tipula ligulata ingår i släktet Tipula och familjen storharkrankar. Inga underarter finns listade i Catalogue of Life.